# Edinho Baiano
Edinho Baiano (født 27. juli 1967) er en tidligere brasiliansk fodboldspiller.
Han har spillet for flere forskellige klubber i sin karriere, herunder Kyoto Purple Sanga.